# Blair Witch 2
El libro de las sombras: Blair Witch 2 (2000) es la secuela para la película El Proyecto de la Bruja de Blair, dirigida por Joe Berlinger. 
Hubo planes de hacer otra secuela, y aunque nunca se materializaron, en agosto del año 2009, en una característica de la BBC con motivo del 10º aniversario de la primera película, Daniel Myrick y Eduardo Sánchez, los directores de la película original, anunciaron que estarían pensando en hacer una 3.ª película, en la entrevista afirman que si bien no saben el estilo que tendrá quieren hacer una película diferente a las anteriores, con algunas escenas de videocámara pero no en la línea de las películas de metraje encontrado.
En España, la película fue distribuida en DVD por Lauren Films.

## Argumento
La historia es presentada a través de una serie de flashbacks, que muestran cómo algunos adultos jóvenes son interrogados en una comisaría de policía sobre su estancia en el bosque. 
La historia comienza en Burkittsville, Maryland, donde el lanzamiento de la película original de El Proyecto de la Bruja de Blair ha atraído a un grupo de jóvenes turistas. El grupo incluye a Tristen y Stephen, que vinieron a investigar sobre la bruja para un libro que están escribiendo, sus dos compañeras Kim, una gótica que afirma tener visiones, y Erica, una wiccana que se muestra molesta por el trato actual de las brujas, y al líder de la gira llamado Jeff, quien ha hecho una empresa de viajes turísticos en el bosque donde ocurrieron los sucesos originales, llamada "la caza de la bruja de Blair", además de haber sido internado en un centro psiquiátrico un año antes. Todos ellos quieren encontrar a la bruja de Blair, así que se aventuran en el bosque para acampar durante la noche.
Jeff lleva un suplemento infinito de cámaras para captar cada escena, pero cuando están fumando y bebiendo en su campamento, son interrumpidos por otro grupo turístico llamado "La caminata de la bruja de Blair", quienes reclaman ser dueños de las ruinas donde acampan. Después de discutir, Jeff y los demás mienten y los convencen de que han visto algo en la "Roca del Ataúd" y están asustados. El otro grupo se va a investigar y los demás continúan bebiendo hasta estar ebrios.
Al despertarse a la mañana siguiente, no recuerdan nada de un período de cinco horas de la noche anterior y ven que las notas de Tristen y Stephen de su investigación están completamente destruidas, así como las cámaras de Jeff. Kim, tiene una visión de las cintas de vídeo estando en el campamento, y así Jeff las recupera. Mientras el grupo discute sobre por qué las cintas están ahí pero las cámaras están destruidas, Tristen descubre que está sangrando y que ha sufrido un aborto espontáneo, por lo que es llevada inmediatamente al hospital, donde se determina que ha perdido más sangre de lo usual.
Luego, Tristen tiene una visión de una chica joven alejándose caminando hacia atrás. Cuando Stephen entra a visitarla, ella le dice que ha decidido no estar más en el hospital. Jeff entonces se los lleva a todos a su casa, que realmente es una vieja fábrica abandonada, a la que solo se puede entrar cruzando un puente. Ahí, Jeff ha puesto una gran cantidad de cámaras para protegerse, y ha instalado un sistema de alarma con sonidos de ladridos de perros que se activa cuando se abre la puerta del frente. Les dice a Tristen y Stephen que pueden dormir en su dormitorio y luego él, Erica y Kim van al desván de Jeff a revisar las cintas. Ven retazos de cosas extrañas por todas partes, pero no logran unirlo todo para comprender qué fue lo que pasó. Luego, ven una imagen de una mujer desnuda caminando por un árbol. Jeff y Kim quieren averiguar quién es, y envían a Erica a la cocina por un poco de café. Ahí se encuentra con Stephen, quien está enfadado porque Tristen acaba de revelarle que había soñado con un bebé sufriendo cuando estaban en el campamento. Erica rodea al tenso Stephen con sus brazos, y empiezan a besarse intensamente hasta que se dan cuenta de que ambos tienen marcas de extrañas letras rojas en la piel, las cuales son runas celtas. Érica entonces desgarra con sus uñas y le abre el estómago a Stephen, y un segundo después, se muestra a ella y a Stephen sentados a lados opuestos de una mesa larga, con la imagen del beso aparentemente en sus mentes, aunque los dos parecen confundidos.
Jeff llama a Erica, ella vuelve al desván y le pregunta sobre la mujer. Jeff detiene la imagen y queda claro que es la misma Erica. Erica no recuerda nada y sube corriendo enloquecida al segundo piso. Kim, fastidiada, le pide a Jeff sus llaves para ir a comprar algo de cerveza. Al salir, se detiene a mirar a Erica, que profiere invocaciones una y otra vez. Ella le muestra a Kim las letras rojas en su estómago, y Kim revela que también las tiene, en su hombro, y que éstas están comenzando a crecer. 
Kim va a la tienda, encontrando a tres adolescentes afuera que le lanzan piropos de mal gusto. La cajera de la tienda la trata con indiferencia, y cuando Kim le pide sus servicios, esta le tuerce el brazo y le ordena que se marche. Kim le advierte que no la vuelva a tocar, arroja el dinero y sale. Al irse, no ve a los chicos, pero mientras se aleja conduciendo, se distrae al verlos tirarle piedras a la furgoneta de Jeff. Al dar la vuelta, lo que ve es a siete niños vestidos con ropa antigua enfrente de la furgoneta, con lo que pierde el control y se estrella contra un árbol. Al salir del vehículo, oye llantos, mira hacia ambos lados de la carretera pero no ve nada. Entonces sube a la furgoneta y vuelve a casa de Jeff.
Al regresar a la casa de Jeff, ella deja la caja de cerveza sobre una mesa y se corta el dedo con la lima de uñas que la cajera usaba en la tienda. La lima ensangrentada, estaba dentro de la caja de cerveza, misteriosamente. Mientras, Erica sigue como loca y Tristen tiene sueños con la bruja de Blair. Kim le cuenta a Jeff lo de la furgoneta, y luego tiene una visión de él siendo electrocutado. Aún no se ha descubierto nada de lo de las cintas.
Llega la mañana siguiente, y Tristen y Stephen se preparan para irse. Erica va a llevarlos al aeropuerto, así que va a pedirle las llaves a Jeff. Después de un par de minutos, Stephen va a buscarla, pero no la encuentra. Kim y Jeff la buscan también, pero tampoco la logran encontrar. Kim entonces entra a la habitación donde Erica estaba haciendo las invocaciones, y encuentra toda su ropa tirada en el piso en medio de un círculo de velas. Nadie sabe qué está pasando, hasta que Tristen dice ver a Erica afuera, pero cuando todos van, no hay nadie. Tristen le dice a Stephen que vuelva a mirar, y esta vez sí la ve, sale afuera y encuentra a Erica vestida solo con sus bragas. Ella le dice "Tú sabes quien soy, y sabes también lo que tienes que hacer". Luego sale corriendo, y de pronto, el puente se viene abajo y Stephen tiene que trepar. También tiene una visión de la chica que Tristen vio cuando estaba en el hospital, y esta le repite las palabras de Erica. Kim y Jeff lo ayudan y lo meten de vuelta a la casa.
El día avanza, y el grupo recibe la llamada del comisario, que les avisa que el otro grupo turístico que encontraron había sido destripado, asesinado y hallado muerto en la forma de un pentagrama, y lo que es peor, responsabiliza a Jeff por esto. Jeff trata de comunicarse con los supuestos padres de Erica, a los que estos responden que no tienen hijos, mientras un búho es arrojado a través de una de las ventanas. Después de que una fastidiada Kim atormentara a Jeff (quien culpaba a Erica de las cosas extrañas), Jeff la encuentra, solo para alucinar con ella comiéndose al búho muerto. En realidad, Kim solamente estaba comiendo pollo, y le dice a Jeff que deje de echarle la culpa a Érica.
Más tarde, al volver al desván, Kim descubre archivos de vídeo de ella y de los demás en el escritorio de Jeff, sobre el que este jura no saber absolutamente nada. Entonces todos comienzan a discutir, hasta que los interrumpe la voz del comisario, que los llama y le ordena a Jeff salir a la puerta del frente. Jeff se pregunta cómo había llegado el comisario hasta la casa si no había puente, pero al encender una pantalla de televisión ve que el puente está bien otra vez. Sin embargo al salir, no encuentra al comisario, sino que se encuentra con muchos perros ladrando, igual que su alarma. Va al armario por un rifle para dispararle a los perros, pero al volver a abrir la puerta del frente, estos han desaparecido. Kim y Stephen bajan corriendo y le dicen a Jeff que guarde el arma. Él vuelve al armario, y encuentra dentro a Erica, quien está de espaldas a él. Jeff la voltea hacia él, y descubren que está muerta.
Después de esto, el grupo se sienta en el desván y trata de averiguar qué está sucediendo y qué pueden hacer. Tristen viene y les dice que todo está hacia atrás, sugiriéndoles que retrocedan las cintas y así descubran lo que sucedió la noche anterior. Al rebobinar las cintas, ven a cada uno de ellos teniendo relaciones sexuales. También ven que Tristen ha sido poseída, y que los dirige a que asesinen cruelmente a los miembros del otro grupo turístico del que habló el comisario.
Luego de terminar de ver los vídeos, todos culpan a Tristen de todas las cosas que ellos hicieron. Ella se molesta, sube algunos escalones y se ata una cuerda alrededor de su cuello amenazando con ahorcarse. Luego califica a Stephen de "débil", y se burla de Jeff y Kim, hasta que finalmente Stephen llega a su límite, y la empuja del filo, y su cuello se queda colgando, suspendido de la soga.
El grupo es luego conducido por la policía, y son llevados a cuartos separados para ser interrogados. En el cuarto de Kim, muestran un vídeo en el que aparece ella comprando cerveza. Luego es vista apuñalando a la cajera con una lima de uñas. En el video de Jeff, ellos lo muestran acomodando velas alrededor de las ropas de Érica, y metiéndola en el armario. En el video de Stephen, lo muestran culpando a Tristen por matar al bebé, mientras Tristen grita por su vida, antes de que él la arroje del filo, maldiciéndola. Los tres afirman con frustración no haber hecho esas cosas.
En el transcurso del resto de la película, varios de los turistas son asesinados, y los individuos restantes son sospechosos de ser los asesinos. Nunca queda claro si los asesinatos son causados por brujería, la todavía no vista bruja de Blair, o alguna otra causa. La gente sale a reclamar de por qué los vivos no recuerdan la mayoría de las muertes, pero entonces se muestra el contenido de las cintas de vídeo.
La película termina con la observación de que los recuerdos pueden mentir, pero los videos siempre dicen la verdad, lo que implica que la propia película (El Libro de las Sombras: Blair Witch 2) ha mentido a los espectadores, y sólo el vídeo al final de la película revela la "verdadera" historia: que Jeff, Kim y Stephen son los asesinos. La película muestra a Tristen, que ha sido "poseída" por la bruja, gritando cosas demoníacas y amenazando con matar a todos, por lo que los otros turistas la matan. Sin embargo, el video revela que los turistas eran en realidad los poseídos y lo que oyeron fue una alucinación auditiva. En realidad, Tristen gritaba por su vida.

## Comentarios
Esta película no cosechó el gran éxito de la primera parte, El Proyecto de la Bruja de Blair, cuyos directores fueron los guionistas de esta segunda parte: Eduardo Sánchez y Daniel Myrick. La película recibió además muy malas críticas, obteniendo una puntuación de 14% en Rotten Tomatoes y un 15/100 en Metacritic. En 2016 se estrenó una tercera película titulada simplemente La Bruja de Blair.

## Reparto
- Kim Director: ... como Kim Diamond.
- Jeffrey Donovan: ... como Jeffrey Patterson.
- Erica Leerhsen: ... como Érica Geerson.
- Tristine Skyler: ... como Tristen Ryler.
- Stephen Barker Turner: ... como Stephen Ryan Parker.
- Lanny Flaherty: ... como el comisario Cravens.